# Draft de la BAA de 1948
El Draft de la BAA de 1948 fue el segundo draft de la Basketball Association of America (BAA), que posteriormente se convirtió en la National Basketball Association (NBA). El draft se celebró el 10 de mayo de 1948 antes del comienzo de la temporada 1948-49. En este draft, ocho equipos de la BAA junto con otros cuatro que se unieron de la National Basketball League, seleccionaron a jugadores amateurs del baloncesto universitario.

## Selecciones y notas del draft
Andy Tonkovich, de la Universidad de Marshall, fue seleccionado en la primera posición por Providence Steamrollers. Cuatro jugadores elegidos en la primera ronda, George Kok, George Hauptfuhrer, Robert Gale y Chuck Hanger, no llegaron a debutar en la BAA. Tres jugadores de este draft, Harry Gallatin, Dolph Schayes y Bobby Wanzer, fueron posteriormente incluidos en el Basketball Hall of Fame.

## Leyenda
|  | Denota jugador miembro del Basketball Hall of Fame                   |
|  | Denota jugador que ha sido seleccionado al menos en un All-Star Game |
|  | Denota jugador que nunca ha jugado en la NBA                         |

## Draft
| Ronda | Pick | Jugador            | Posición | Nacionalidad   | Equipo                  | Universidad      |
| ----- | ---- | ------------------ | -------- | -------------- | ----------------------- | ---------------- |
| 1     | 1    | Andy Tonkovich     | G        | Estados Unidos | Providence Steamrollers | Marshall         |
| 1     | 2    | George Kok         | C        | Estados Unidos | Indianapolis Jets       | Arkansas         |
| 1     | 3    | George Hauptfuhrer | C        | Estados Unidos | Boston Celtics          | Harvard          |
| 1     | 4    | Dolph Schayes      | F/C      | Estados Unidos | New York Knicks         | NYU              |
| 1     | 5    | Ed Mikan           | F/C      | Estados Unidos | Chicago Stags           | DePaul           |
| 1     | 6    | Walt Budko         | F/C      | Estados Unidos | Baltimore Bullets       | Columbia         |
| 1     | 7    | Robert Gale        | -        | Estados Unidos | St. Louis Bombers       | Cornell          |
| 1     | 8    | Ward Williams      | F        | Estados Unidos | Fort Wayne Pistons      | Indiana          |
| 1     | 9    | Chuck Hanger       | F        | Estados Unidos | Minneapolis Lakers      | California       |
| 1     | 10   | Bobby Wanzer       | G        | Estados Unidos | Rochester Royals        | Seton Hall       |
| 1     | 11   | Don Ray            | F/C      | Estados Unidos | Philadelphia Warriors   | Western Kentucky |
| 1     | 12   | Jack Nichols       | F/C      | Estados Unidos | Washington Capitols     | Washington       |

## Otras elecciones
La siguiente lista incluye otras elecciones de draft que han aparecido en al menos un partido de la BAA/NBA.
| Ronda | Pick | Jugador          | Posición | Equipo                  | Universidad        |
| ----- | ---- | ---------------- | -------- | ----------------------- | ------------------ |
| –     | –    | Johnny Bach      | G/F      | Boston Celtics          | Fordham            |
| –     | –    | Gene Berce       | G/F      | New York Knicks         | Marquette          |
| –     | –    | Darrell Brown    | F        | Baltimore Bullets       | Humboldt State     |
| –     | –    | Jack Burmaster   | G        | St. Louis Bombers       | Illinois           |
| –     | –    | Jake Carter      | F/C      | Baltimore Bullets       | East Texas State   |
| –     | –    | Jack Coleman     | F/C      | Providence Steamrollers | Louisville         |
| –     | –    | Bobby Cook       | G        | Fort Wayne Pistons      | Wisconsin          |
| –     | –    | Hook Dillon      | F        | Chicago Stags           | North Carolina     |
| –     | –    | Arnie Ferrin     | G/F      | Minneapolis Lakers      | Utah               |
| –     | –    | Bill Gabor       | G/F      | Rochester Royals        | Syracuse           |
| –     | –    | Harry Gallatin   | F/C      | New York Knicks         | Northeast Missouri |
| –     | –    | Earl Gardner     | F        | Minneapolis Lakers      | DePauw             |
| –     | –    | Dee Gibson       | G/F      | Minneapolis Lakers      | Western Kentucky   |
| –     | –    | Alex Hannum      | F/C      | Indianapolis Jets       | USC                |
| –     | –    | Marshall Hawkins | F        | Boston Celtics          | Tennessee          |
| –     | –    | Joe Holland      | F        | Baltimore Bullets       | Kentucky           |
| –     | –    | Whitey Kachan    | G        | Chicago Stags           | DePaul             |
| –     | –    | Leo Katkaveck    | G        | Washington Capitols     | NC State           |
| –     | –    | Tom Kelly        | G        | Boston Celtics          | NYU                |
| –     | –    | Andy Kostecka    | F        | Indianapolis Jets       | Georgetown         |
| –     | –    | Dan Kraus        | G        | Baltimore Bullets       | Georgetown         |
| –     | –    | Herb Krautblatt  | G        | Baltimore Bullets       | Rider              |
| –     | –    | Leo Kubiak       | G/F      | Rochester Royals        | Bowling Green      |
| –     | –    | Ray Lumpp        | G        | Indianapolis Jets       | NYU                |
| –     | –    | Mel McGaha       | G        | New York Knicks         | Arkansas           |
| –     | –    | Murray Mitchell  | C        | Boston Celtics          | Sam Houston State  |
| –     | –    | Johnny Orr       | F        | Minneapolis Lakers      | Beloit             |
| –     | –    | Easy Parham      | G/F      | St. Louis Bombers       | Texas Wesleyan     |
| –     | –    | Jack Parkinson   | G        | Washington Capitols     | Kentucky           |
| –     | –    | Ed Peterson      | C        | New York Knicks         | Cornell            |
| –     | –    | Roy Pugh         | F/C      | Philadelphia Warriors   | SMU                |
| –     | –    | Tex Ritter       | G        | New York Knicks         | Eastern Kentucky   |
| –     | –    | Kenny Rollins    | G        | Fort Wayne Pistons      | Kentucky           |
| –     | –    | Dick Shrider     | G        | New York Knicks         | Ohio               |
| –     | –    | Odie Spears      | G        | Chicago Stags           | Western Kentucky   |
| –     | –    | Brady Walker     | F/C      | Providence Steamrollers | BYU                |
| –     | –    | Dick Wehr        | F        | Indianapolis Jets       | Rice               |
| –     | –    | Murray Wier      | G        | Fort Wayne Pistons      | Iowa               |
| –     | –    | D. C. Wilcutt    | G        | St. Louis Bombers       | Saint Louis        |